# Јединица еквивалента двадесет стопа
Јединица еквивалента двадесет стопа (енгл. twenty-foot equivalent unit, скр. енгл. TEU) је непрецизна јединица капацитета робе која се често користи да се опише капацитет контејнерских бродова и контејнерских терминала. Базирана је на запремини ИСО контејнера дужине 20 стопа (6.1м), металног сандука стандардне величине који се лако може претоваривати између различитих видова транспорта, као што су бродови, возови и камиони.
Један ТЕУ представља капацитет робе стандардног ИСО контејнера, 20 стопа (6.1м) дугачког и 8 стопа (2.44м) широког. Не постоји стандард што се тиче висине. Висина може бити у распону од 4 стопе и 1 инч (1.3м) до 9 стопа и 6 инча (2.9м), али је најчешћа 8 стопа и 6 инча (2.59м). Уобичајено је да се контејнери од 45 стопа (13.7м) означавају као 2 ТЕУ.